# Cardiosace rectangularis
Cardiosace rectangularis là một loài bướm đêm trong họ Noctuidae.